# Democratic Socialist Party

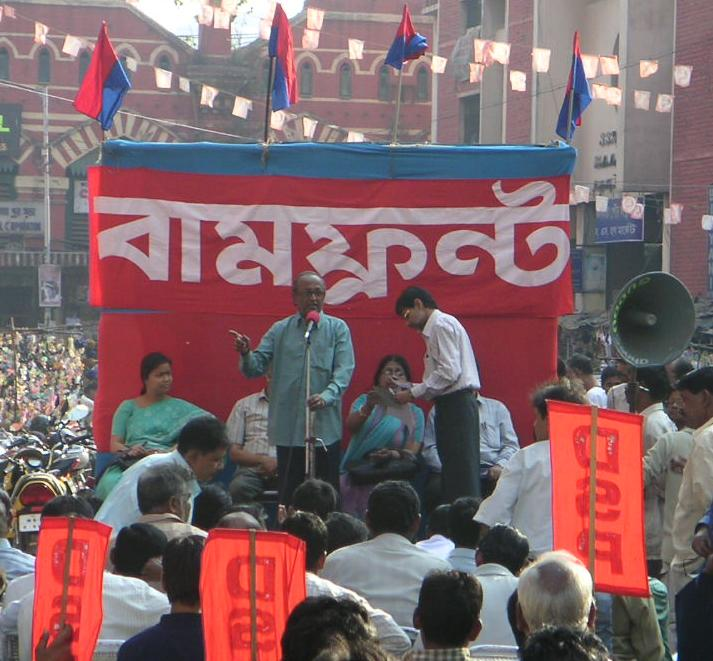
DSP-möte i Kolkata

Democratic Socialist Party är ett socialdemokratiskt politiskt parti i Indien. DSP är nästan uteslutande begränsat till Västbengalen. Partiet bildades när den när de bengaliska socialisterna, som hade ingått i Janata Party, splittrades i två delar i början av 1980-talet. Den andra falangen kom att bilda West Bengal Socialist Party
DSP ingår i Left Front-regeringen i Västbengalen. Partiets ledare, Prabodh Chandra Sinha, är parlamentsminister i regeringen. Sinha är partiets enda representant i delstatsförsamlingen. Sinha valdes 2001 från valkretsen Egra på som en oberoende kandidat. Vid det valet var DSP fortfarande inte registrerat hos valkommissionen. Nu är dock partiet återigen registrerat, dock inte erkänt, med namnet Democratic Socialist Party (Prabodh Chandra).
Prabodh Chandra Sinha befann sig på en konferens i New York under 11 september 2001.
DSP har försökt komma med i Socialistinternationalen, men blivit nekade medlemskap med hänvisning till att de är ett regionalt parti.